# 북위 8도
북위 8도는 적도에서 북쪽으로 8도 떨어진 위선이다. 아프리카, 아시아, 태평양, 남아메리카, 대서양을 지난다.

## 지나가는 지역
본초 자오선에서 시작해서 동쪽 방향으로, 북위 8도선은 다음 지역을 지난다.
| 좌표                                                  | 나라, 지역, 해역           | 주석 |
| ----------------------------------------------------- | -------------------------- | --- |
| 북위 8° 0′ 동경 0° 0′  / 북위 8.000° 동경 0.000°      | 가나                       | 볼타호를 통과함                                                                                                   |
| 북위 8° 0′ 동경 0° 36′  / 북위 8.000° 동경 0.600°     | 토고                       | |
| 북위 8° 0′ 동경 1° 38′  / 북위 8.000° 동경 1.633°     | 베냉                       | |
| 북위 8° 0′ 동경 2° 42′  / 북위 8.000° 동경 2.700°     | 나이지리아                 | |
| 북위 8° 0′ 동경 12° 13′  / 북위 8.000° 동경 12.217°   | 카메룬                     | |
| 북위 8° 0′ 동경 15° 25′  / 북위 8.000° 동경 15.417°   | 차드                       | |
| 북위 8° 0′ 동경 18° 1′  / 북위 8.000° 동경 18.017°    | 중앙아프리카 공화국        | |
| 북위 8° 0′ 동경 24° 58′  / 북위 8.000° 동경 24.967°   | 남수단                     | |
| 북위 8° 0′ 동경 33° 2′  / 북위 8.000° 동경 33.033°    | 에티오피아                 | |
| 북위 8° 0′ 동경 46° 59′  / 북위 8.000° 동경 46.983°   | 소말리아 / 에티오피아 국경 | |
| 북위 8° 0′ 동경 47° 59′  / 북위 8.000° 동경 47.983°   | 소말리아                   | |
| 북위 8° 0′ 동경 49° 53′  / 북위 8.000° 동경 49.883°   | 인도양                     | 아라비아해 말리쿠칸두 해협 - 인도 미니코이섬 바로 남쪽을 지나감 래카다이브해 - 인도 코모린곶 바로 남쪽을 지나감   |
| 북위 8° 0′ 동경 79° 43′  / 북위 8.000° 동경 79.717°   | 스리랑카                   | |
| 북위 8° 0′ 동경 81° 30′  / 북위 8.000° 동경 81.500°   | 인도양                     | 벵골만 |
| 북위 8° 0′ 동경 93° 20′  / 북위 8.000° 동경 93.333°   | 인도                       | 안다만 니코바르 제도 - 카찰섬, 카모르타섬, 낸코리섬                                                               |
| 북위 8° 0′ 동경 93° 34′  / 북위 8.000° 동경 93.567°   | 인도양                     | 안다만해 |
| 북위 8° 0′ 동경 98° 17′  / 북위 8.000° 동경 98.283°   | 태국                       | 푸껫주 |
| 북위 8° 0′ 동경 98° 25′  / 북위 8.000° 동경 98.417°   | 팡가만                     | |
| 북위 8° 0′ 동경 98° 35′  / 북위 8.000° 동경 98.583°   | 태국                       | 코야오야이섬 |
| 북위 8° 0′ 동경 98° 36′  / 북위 8.000° 동경 98.600°   | 팡가만                     | |
| 북위 8° 0′ 동경 98° 58′  / 북위 8.000° 동경 98.967°   | 태국                       | |
| 북위 8° 0′ 동경 100° 19′  / 북위 8.000° 동경 100.317° | 타이만                     | |
| 북위 8° 0′ 동경 104° 4′  / 북위 8.000° 동경 104.067°  | 남중국해                   | |
| 북위 8° 0′ 동경 116° 57′  / 북위 8.000° 동경 116.950° | 필리핀                     | 발라바크섬 |
| 북위 8° 0′ 동경 117° 4′  / 북위 8.000° 동경 117.067°  | 술루해                     | |
| 북위 8° 0′ 동경 122° 17′  / 북위 8.000° 동경 122.283° | 필리핀                     | 민다나오섬 |
| 북위 8° 0′ 동경 126° 24′  / 북위 8.000° 동경 126.400° | 태평양                     | 팔라우 카양겔주 바로 남쪽을 지나감 미크로네시아 연방 피켈로트섬 바로 남쪽을 지나감                                |
| 북위 8° 0′ 동경 168° 5′  / 북위 8.000° 동경 168.083°  | 마셜 제도                  | 나무 환초 |
| 북위 8° 0′ 동경 168° 11′  / 북위 8.000° 동경 168.183° | 태평양                     | 마셜 제도 아우르 환초 바로 남쪽을 지나감 파나마 부리카곶 바로 남쪽을 지나감 파나마 세카스 제도 바로 북쪽을 지나감 |
| 북위 8° 0′ 서경 81° 40′  / 북위 8.000° 서경 81.667°   | 파나마                     | |
| 북위 8° 0′ 서경 80° 24′  / 북위 8.000° 서경 80.400°   | 태평양                     | 파나마만 |
| 북위 8° 0′ 서경 78° 25′  / 북위 8.000° 서경 78.417°   | 파나마                     | |
| 북위 8° 0′ 서경 77° 12′  / 북위 8.000° 서경 77.200°   | 콜롬비아                   | 우라바호를 통과함                                                                                                 |
| 북위 8° 0′ 서경 72° 25′  / 북위 8.000° 서경 72.417°   | 베네수엘라                 | |
| 북위 8° 0′ 서경 60° 8′  / 북위 8.000° 서경 60.133°    | 영토 분쟁 지역             | 가이아나가 실효적 지배하고 베네수엘라가 영유권을 주장하는 지역                                                    |
| 북위 8° 0′ 서경 59° 6′  / 북위 8.000° 서경 59.100°    | 대서양                     | |
| 북위 8° 0′ 서경 12° 53′  / 북위 8.000° 서경 12.883°   | 시에라리온                 | |
| 북위 8° 0′ 서경 10° 36′  / 북위 8.000° 서경 10.600°   | 라이베리아                 | |
| 북위 8° 0′ 서경 9° 25′  / 북위 8.000° 서경 9.417°     | 기니                       | |
| 북위 8° 0′ 서경 8° 3′  / 북위 8.000° 서경 8.050°      | 코트디부아르               | |
| 북위 8° 0′ 서경 2° 41′  / 북위 8.000° 서경 2.683°     | 가나                       | 볼타호를 통과함                                                                                                   |

## 같이 보기
- 북위 7도
- 북위 9도